# アーサー・レーンルンド
アーサー・レーンルンド（Assar Rönnlund、1935年9月3日 - 2011年1月5日）は、スウェーデン、ヴェステルボッテン県ウメオ市Sävar地区出身のクロスカントリースキー選手。1960年代に国際大会で活躍した。

## プロフィール
自身初めてのオリンピック出場となったスコーバレーオリンピックでは50kmで13位だった。
1962年ノルディックスキー世界選手権個人15kmとリレーの2種目で金メダルを獲得、50kmでも銀メダルを獲得し、ホルメンコーレンスキー大会50kmでも優勝した。これらの活躍により同年のスヴェンスカ ダーグブラーデット金メダル（Svenska Dagbladet Gold Medal、スウェーデンの最優秀スポーツ選手賞）を受賞した。
1964年インスブルックオリンピックでは15km13位、30km7位、50kmでは銀メダルを獲得、リレーでは金メダルを獲得した。
1967年のヴァーサロペット（Vasaloppet）で優勝、
1968年、自身3度目のオリンピックとなるグルノーブルオリンピックでは15km11位、50km10位、リレーで銀メダルを獲得した。またホルメンコーレンスキー大会50kmで2度目の優勝を果たしこの年のホルメンコーレン・メダルを受章した。
1968年トイニ・グスタフソンと結婚、ホルメンコーレン・メダル史上2組目の夫婦受章者となった。
2011年1月5日に死去。